# Tom Prahl
Tom Göran Roland Prahl, född den 5 januari 1949 i Smedstorp, är en svensk före detta fotbollsspelare som även varit gymnastiklärare och fotbollstränare. Prahl har varit en av Sveriges mest framgångsrika tränare sedan 1990-talet, med nio SM-medaljer, varav tre guld. Bland annat är han en av mycket få som tagit SM-guld med två olika klubbar - Halmstads BK och Malmö FF.

## Biografi
Prahl slog igenom som tränare för Trelleborgs FF som han förde upp i allsvenskan 1991. Ett par år senare skulle Prahl lyckas att med nästan obefintliga resurser göra Trelleborgs FF till ett svenskt topplag. Man stod för flera skrällar i Uefacupen, där man hösten 1994 bland annat slog ut den engelska Premier League-klubben Blackburn Rovers. 1996 tog han över Halmstads BK med vilka han vann två SM-guld, 1997 och 2000. Efter säsongen 2001 gick han till Malmö FF, med vilka han tog guldet 2004. Han lämnade Malmö FF efter fyra säsonger för att ta över efter Roy Hodgson i norska Viking Stavanger. Prahl var förste guldtränare sedan just Hodgson i både Malmö FF och Halmstads BK. I Viking gick det dock sämre och i september 2006 fick han, efter sju förluster på åtta seriematcher, sparken.
Prahl började från säsongen 2008 återigen att träna Trelleborgs FF. Han skrev på för tre år. Som assisterande tränare fick han Alf Westerberg, också han före detta TFF-tränare. Prahl lämnade TFF och tränaryrket efter att klubben åkt ur Allsvenskan 2011.
Prahl fick 2016 uppdraget som scout för Sveriges herrlandslag i fotboll.

## Meriter
- 3 SM-guld (1997, 2000, 2004)
- 4 SM-silver (1992, 1999, 2002, 2003)
- 2 SM-brons (1993, 1998)